# Dziurków
Dziurków – wieś sołecka w Polsce, położona w województwie mazowieckim, w powiecie lipskim, w gminie Solec nad Wisłą.
Wieś królewska, położona była w drugiej połowie XVI wieku w powiecie radomskim województwa sandomierskiego. Do 1954 roku istniała gmina Dziurków. W latach 1975–1998 miejscowość administracyjnie należała do województwa radomskiego.
Wierni kościoła rzymskokatolickiego należą do parafii Wniebowzięcia Najświętszej Maryi Panny w Solcu nad Wisłą.

## Integralne części wsi
| SIMC    | Nazwa       | Rodzaj    |
| ------- | ----------- | --------- |
| 1062121 | Osada Leśna | część wsi |
| 0637520 | Stasin      | część wsi |

## Historia
Wieś znana w wieku XV, wymienia ją Długosz (Liber Beneficiorum II 573) jako dającą dziesięcinę w wysokości 15 grzywien kościołowi w Solcu..

W wieku XIX do roku 1954 jest Dziurków siedzibą gminy.
Urodził się tu Juliusz Grzegorz Gerung – polski działacz powojennego podziemia antykomunistycznego, działacz kombatancki w okresie III Rzeczypospolitej, prezes Zarządu Głównego Związku Młodocianych Więźniów Politycznych lat 1944–1956 „Jaworzniacy”.